# Antonín Vodička
Antonín Vodička (ur. 1 marca 1907 w Vršovicach, zm. 9 sierpnia 1975) – czechosłowacki piłkarz, reprezentant kraju oraz trener hokeja na lodzie.

## Kariera klubowa
Vodička szlify piłkarskie zbierał w latach 1920–1925 w młodzieżowej drużynie Staroměstský SK Olympia. Przez krótki czas grał także w juniorskiej drużynie AFK Union Žižkov. W 1925 zasilił zespół ze stolicy Czechosłowacji, Slavię Praga. Siedmiokrotnie wraz z zespołem zdobył mistrzostwo Československá futbalová liga w sezonach 1928/29, 1929/30, 1930/31, 1932/33, 1933/34, 1934/35 oraz 1936/37. 
Pomógł drużynie także w zwycięstwie w międzynarodowym Pucharze Mitropa w 1938. Łącznie przez 13 lat gry dla Slavii zagrał w 163 spotkaniach, w których zdobył 3 bramki. W sezonie 1938/39 reprezentował barwy drużyny Hvězda Košíře. W 1939 zakończył karierę piłkarską. 	
| Sezon   | Klub          | Kraj           | Rozgrywki                               | Mecze | Bramki |
| ------- | ------------- | -------------- | --------------------------------------- | ----- | ------ |
| 1925/26 | Slavia Praga  | Czechosłowacja | Středočeská 1. liga                     | 12    | 0      |
| 1927    | Slavia Praga  | Czechosłowacja | Kvalifikační soutěž Středočeské 1. ligy |       | 0      |
| 1927/28 | Slavia Praga  | Czechosłowacja | Středočeská 1. liga                     |       | 0      |
| 1928/29 | Slavia Praga  | Czechosłowacja | Středočeská 1. liga                     | 10    | 0      |
| 1929/30 | Slavia Praga  | Czechosłowacja | 1. asociační liga                       | 14    | 0      |
| 1930/31 | Slavia Praga  | Czechosłowacja | 1. asociační liga                       | 12    | 1      |
| 1931/32 | Slavia Praga  | Czechosłowacja | 1. asociační liga                       |       | 1      |
| 1932/33 | Slavia Praga  | Czechosłowacja | 1. asociační liga                       | 13    | 0      |
| 1933/34 | Slavia Praga  | Czechosłowacja | 1. asociační liga                       | 17    | 1      |
| 1934/35 | Slavia Praga  | Czechosłowacja | Státní liga                             | 19    | 0      |
| 1935/36 | Slavia Praga  | Czechosłowacja | Státní liga                             |       | 0      |
| 1936/37 | Slavia Praga  | Czechosłowacja | Státní liga                             | 17    | 0      |
| 1937/38 | Slavia Praga  | Czechosłowacja | Státní liga                             |       |        |
| 1938/39 | Hvězda Košíře | Czechosłowacja |                                         |       |        |

## Kariera reprezentacyjna
Karierę reprezentacyjną rozpoczął 13 czerwca 1926 w meczu przeciwko Szwecji, zremisowanym 2:2. W 1934 został powołany przez trenera Karela Petrů na Mistrzostwa Świata 1934. Czechosłowacja podczas turnieju została wicemistrzem świata, przegrywając finałowy mecz z Włochami. 
Vodička podczas Mundialu nie zagrał w żadnym spotkaniu. Po raz ostatni w reprezentacji zagrał 8 grudnia 1937 w przegranym 0:5 spotkaniu ze Szkocją. Łącznie w latach 1926–1937 zagrał w 18 spotkaniach.
| Mecze i gole w reprezentacji | Mecze i gole w reprezentacji | Mecze i gole w reprezentacji | Mecze i gole w reprezentacji | Mecze i gole w reprezentacji | Mecze i gole w reprezentacji | Mecze i gole w reprezentacji |
| #                            | Data                         | Miasto                       | Przeciwnik                   | Gol                          | Wynik                        | Rozgrywki                    |
| ---------------------------- | ---------------------------- | ---------------------------- | ---------------------------- | ---------------------------- | ---------------------------- | ---------------------------- |
| 1.                           | 13.06.1926                   | Sztokholm                    | Szwecja                      |                              | 2:2                          | towarzyski                   |
| 2.                           | 28.10.1927                   | Praga                        | Jugosławia                   |                              | 5:3                          | towarzyski                   |
| 3.                           | 23.09.1928                   | Praga                        | Węgry                        |                              | 6:1                          | towarzyski                   |
| 4.                           | 28.10.1929                   | Praga                        | Jugosławia                   |                              | 4:3                          | towarzyski                   |
| 5.                           | 01.01.1930                   | Barcelona                    | Hiszpania                    |                              | 0:1                          | towarzyski                   |
| 6.                           | 12.01.1930                   | Lizbona                      | Portugalia                   |                              | 0:1                          | towarzyski                   |
| 7.                           | 23.03.1930                   | Praga                        | Austria                      |                              | 2:2                          | towarzyski                   |
| 8.                           | 11.05.1930                   | Colombes                     | Francja                      |                              | 3:2                          | towarzyski                   |
| 9.                           | 14.06.1930                   | Praga                        | Hiszpania                    |                              | 2:0                          | towarzyski                   |
| 10.                          | 21.09.1930                   | Antwerpia                    | Belgia                       |                              | 3:2                          | towarzyski                   |
| 11.                          | 26.10.1930                   | Budapeszt                    | Węgry                        |                              | 1:1                          | towarzyski                   |
| 12.                          | 15.02.1931                   | Colombes                     | Francja                      |                              | 2:1                          | towarzyski                   |
| 13.                          | 22.03.1931                   | Praga                        | Węgry                        |                              | 3:3                          | Puchar Europy Centralnej     |
| 14.                          | 12.04.1931                   | Wiedeń                       | Austria                      |                              | 1:2                          | Puchar Europy Centralnej     |
| 15.                          | 26.05.1935                   | Drezno                       | Niemcy                       |                              | 1:2                          | towarzyski                   |
| 16.                          | 06.09.1935                   | Belgrad                      | Jugosławia                   |                              | 0:0                          | towarzyski                   |
| 17.                          | 01.12.1937                   | Londyn                       | Anglia                       |                              | 4:5                          | towarzyski                   |
| 18.                          | 08.12.1937                   | Glasgow                      | Szkocja                      |                              | 0:5                          | towarzyski                   |

## Kariera trenerska
Vodička w latach 1948–1949 prowadził reprezentację Czechosłowacji w hokeju na lodzie. Podczas swojej pracy dla reprezentacji doprowadził ją do mistrzostwa Świata i Europy w roku 1949. Także w latach 1948–1949 trenował zespół LTC Praga, który w 1949 zdobył mistrzostwo Czechosłowacji w hokeju na lodzie. W tym samym roku zakończył karierę trenerską.

## Sukcesy

### Zawodnik
Czechosłowacja 
- Wicemistrzostwo świata (1): 1934

Slavia Praga
- Mistrzostwo Československá futbalová liga (7): 1928/29, 1929/30, 1930/31, 1932/33, 1933/34, 1934/35, 1936/37
- Puchar Mitropa (1): 1938

### Trener
Czechosłowacja
- Mistrzostwo Świata w hokeju na lodzie (1): 1949
- Mistrzostwo Europy (1): 1949

LTC Praga
- Mistrzostwo Czechosłowacji w hokeju na lodzie (1): 1949